# Alan Yentob
Alan Yentob est un producteur de télévision britannique né le 11 mars 1947 à Londres et mort le 24 mai 2025,.

## Biographie
Après avoir terminé ses études de droit à l'université de Leeds, Alan Yentob rejoint la BBC en 1968. Il travaille sur la série documentaire Omnibus, réalisant notamment l'épisode Cracked Actor qui suit David Bowie dans sa tournée américaine de 1974. De 1978 à 1985, il dirige Arena, une autre série documentaire.
Alan Yentob est controller de la chaîne BBC Two de 1987 à 1992, puis de BBC One de 1993 à 1996, avant de devenir le directeur des programmes de BBC Television. Il est le directeur de la création de BBC Television de 2004 à 2015. Il démissionne de ce poste en décembre 2015 en raison d'un scandale entourant la gestion financière de l'association Kids Company (en) dont il est membre du conseil d'administration depuis 2003.